# Movimiento de Restauración

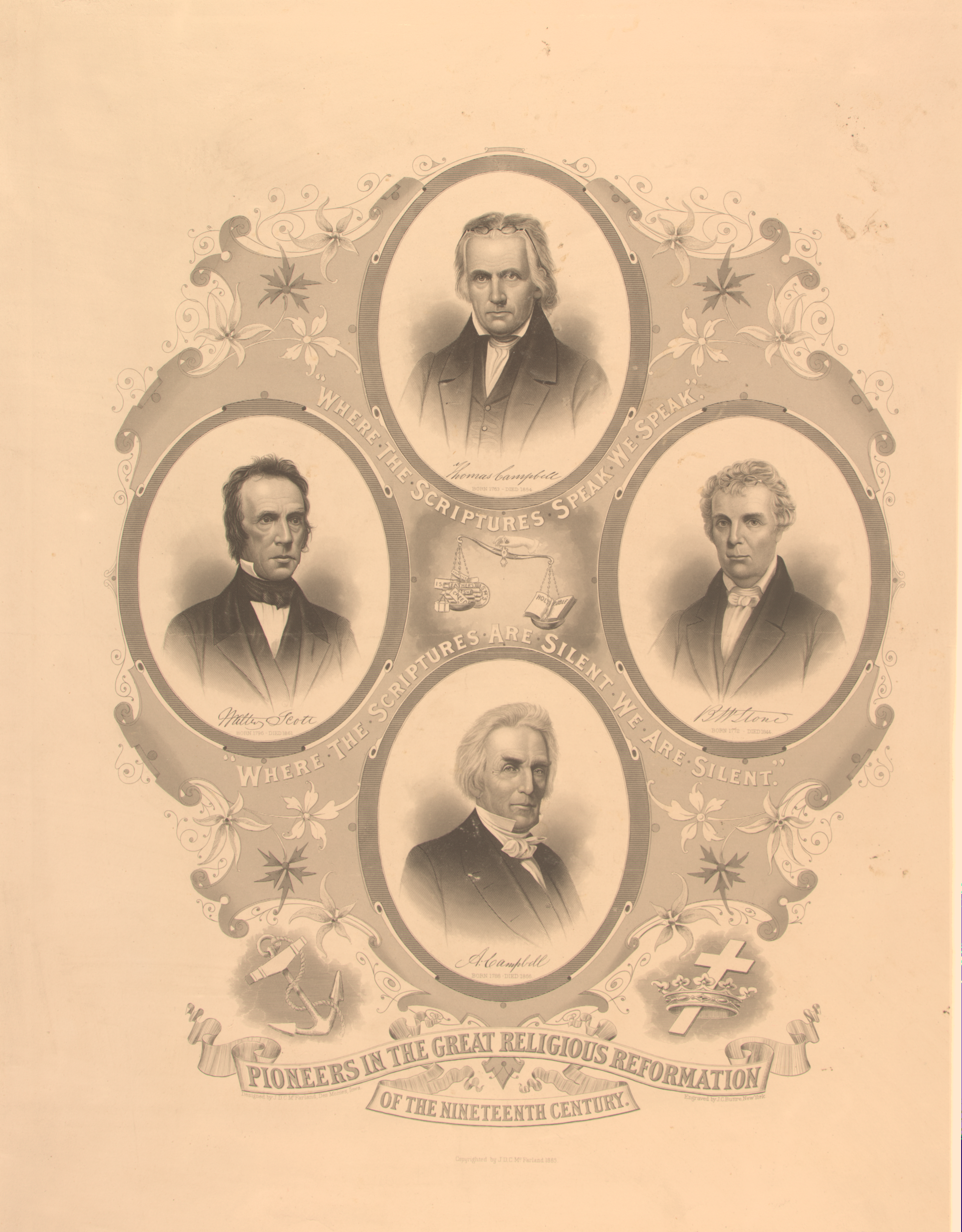
Fundadores de el "Movimiento de Restauración"

El Movimiento de Restauración es un movimiento protestante surgido en Estados Unidos a finales del siglo XVIII, cuyo principal objetivo es regresar al cristianismo primitivo y cuyo único fundamento es la Biblia. 
Estas iglesias tratan fuertemente de evitar aplicarse cualquiera de las etiquetas de conveniencia que dividen a los cristianos, llamándose a sí mismas con nombres genéricos de origen neotestamentario, tales como los Discípulos de Cristo, las Iglesias Cristianas Independientes, las Iglesias de Cristo Independientes o las Iglesias de Cristo. Aglutinaron a muchos miembros procedentes de las iglesias bautistas, congregacionalistas, presbiterianas y metodistas, así como a otros cristianos de un amplio espectro de denominaciones evangélicas y del cristianismo unitario. Sin embargo, a medida que el movimiento iba progresando, se fueron consolidando asimismo elementos distintivos propios irrenunciables a los que de modo desaprobatorio se hacía referencia, como credos no escritos, que dieron lugar a la fractura en tres grupos, cada uno de los cuales se convertiría en una denominación reconocible.

## Historia
En 1763 nació Thomas Campbell. Tras graduarse en la Universidad de Glasgow, ingresó en una escuela de teología, en la que permaneció cinco años estudiando profundamente la Biblia. Graduado en la escuela, se marchó a Irlanda, donde inició un ministerio activo como predicador y maestro en varias ciudades. En 1787 se casó con Jane Corneigle, con la que tuvo siete hijos. Su primogénito, Alexander, sería el posterior líder del Movimiento. El 8 de abril de 1807, se trasladó a Pensilvania, en Estados Unidos.  
Al mismo tiempo, figuras como Timothy Dwight y Barton W. Stone habían comenzado un avivamiento religioso en los Estados Unidos. Stone, junto al Presbiterio de Springfield, se dedicó a una intensa labor de evangelización. En menos de un año establecieron quince congregaciones, siete en Ohio y ocho en Kentucky. Es entonces cuando se disuelve el Presbiterio y se publica una obra clásica del Movimiento, "La última voluntad y el testamento del Presbiterio de Springfield". En este documento, Stone denuncia las ideas humanas introducidas en la Iglesia, aboga por una forma de vida eclesiástica más conforme con los principios del Nuevo Testamento y hace un vibrante llamamiento a la unidad de los cristianos. 
El ministerio de Stone se desarrolló principalmente en Kentucky. Stone exhortaba a sus líderes a permanecer independientes de filiaciones humanas, sujetos sólo a las enseñanzas de la Biblia. Creía que el ser humano no viene al mundo con una naturaleza pecaminosa: el hombre no nace bueno ni malo, sino con inclinaciones al bien o al mal. Su figura ganó mucha popularidad.
Cuando Thomas Campbell llegó, fue recibido por la Iglesia Presbiteriana, pero  discrepaba de algunos ideales de ésta y, en 1809, se separó oficialmente de ella. 
El verano de ese mismo año, organizó una reunión en la que dio a conocer su determinación de dedicar el tiempo y las energías a predicar el retorno de los cristianos a las enseñanzas puras y simples de Cristo, y concluyó con lo que se convertiría el lema de las Iglesias del Movimiento: "Hablaremos donde la Biblia habla y callaremos donde la Biblia calla. Llamaremos a las cosas bíblicas por sus nombres bíblicos". Este fue el inicio formal del Movimiento de Restauración.
El 7 de septiembre de aquel año, Campbell publicó "Declaración y Alocución", en el que fijaba los principios para la unidad de los cristianos en un solo Cuerpo y bajo una sola autoridad. Este es uno de los escritos clásicos del Movimiento y de los más importantes. El 4 de mayo de 1811 se estableció la primera iglesia del Movimiento, en la que Thomas Campbell fue nombrado Anciano y su hijo, Alexander Campbell, predicaba. A partir de entonces, Alexander destacó como el ideólogo y motor principal de aquella restauración religiosa. El 30 de agosto de 1816 pronunció un sermón sobre la Ley y la Gracia basado en Romanos 8:3, que causó una gran impresión en los círculos evangélicos del país. 
Al mismo tiempo, Stone proseguía incansable con su tarea. Fundó congregaciones locales e independientes en varias regiones del país; inició la publicación de una revista mensual titulada El Mensajero Cristiano y dedicaba parte de su tiempo a la enseñanza. En 1824, Alexander organizó un encuentro con Stone en Georgetown, Kentucky. A esta reunión siguieron otras entre Thomas y Stone. Pese a ello siguieron caminos distintos. Las iglesias fundadas por Stone llevaban el nombre de Cristianas, mientras las de Campbell recibían el nombre de Bautistas Reformadas. Alexander inició la publicación de una nueva revista, El Cristiano Bautista, pero este nombre desagradó a los bautistas y Alexander cambió el nombre por Heraldo Milenario. 
El 24 de diciembre de 1831, se reunieron en Lexington, Kentucky, los principales líderes de ambos movimientos, los cristianos de Stone y los reformados de Campbell. John Smith, en el sermón que expuso en la reunión, dijo: "Dios tiene un solo pueblo en la Tierra, al que ha dado un libro único. Por tanto, dejemos de ser "cambelitas" o "stoneistas", Nuevas Luces, Viejas Luces o cualquier otro tipo de luces. Vayamos todos a la Biblia, sólo a la Biblia, el único libro en el mundo que puede darnos la luz que necesitamos". El liderato del Movimiento estaba asegurado. Además de Thomas y Alexander Campbell y de Barton W. Stone, también estaban Walter Scott y John Smith. 
Stone murió en 1844; en 1854, falleció Thomas Campbell; en 1861, Walter Scott; en 1866, Alexander; y en 1868, John Smith. Por estas fechas el Movimiento de Restauración contaba ya con medio millón de miembros en los Estados Unidos. A la muerte de estos líderes, y a falta de estatutos o una confesión de fe que unificara los principios doctrinales y eclesiásticos, las Iglesias surgidas tenían como único fundamento la Biblia. Pero la diversidad de interpretaciones produjo que unas Iglesias quedasen ancladas en un conservadurismo radical, mientras que otras se hicieron más liberales. 
Los conservadores publicaron la "Declaración y Alocución de Sand Creek", en la que se fijaban los fundamentos cristianos sobre los que se basaba el Movimiento de Restauración y se rechazaban las innovaciones introducidas por algunas iglesias. Los firmantes del documento escribieron: "No enseñaremos, practicaremos ni recibiremos principio religioso alguno que no pueda ser apoyado con las palabras bíblicas: Así dice el Señor". 
El grupo de liberales, que era igualmente numeroso, inició una agria controversia a través de sus publicaciones, mantenida y contestada desde el otro bando. Se llevaron a cabo intentos de reconciliación en 1892, 1902 y 1904. Finalmente, en 1906, se produjo la escisión del Movimiento en dos colectividades. Los conservadores quedaron con el nombre de Iglesia de Cristo. Los liberales adoptaron el nombre de Discípulos de Cristo y se constituyó en organización jerarquizada. 
Las causas principales de esta escisión fueron tres: la controversia provocada por la Guerra de Secesión, la introducción de instrumentos musicales en el culto y el establecimiento de una sociedad misionera. Acerca de los instrumentos, la Iglesia de Cristo no los admitía, mientras que los Discípulos sí. Por otra parte, los Discípulos de Cristo decidieron mantener las Sociedades Misioneras, en tanto que las Iglesias de Cristo renunciaron a ese tipo de organizaciones. 
En la década de 1920 y 1930 se desencadenaron nuevas turbulencias doctrinales y eclesiásticas entre los Discípulos. Un buen número de congregaciones derivaron hacia posiciones más liberales, siguiendo la moda de otras denominaciones protestantes que cuestionaban la inspiración total de la Biblia, la plena divinidad de Cristo, el estado pecaminoso del hombre, los estados eternos tras los acontecimientos de los últimos tiempos, etc. Hacia 1935, el sector liberal de los Discípulos se disgregó del cuerpo conservador y adoptó el nombre de Iglesia Cristiana.
Según un estudio de 1982, las Iglesias de Cristo tenían cuatro millones de miembros en los Estados Unidos en 1978; los Discípulos de Cristo, un millón seiscientos mil y las Iglesias Cristianas, millón y medio.